# Collada de les Voltes
La Collada de les Voltes és una collada situada a 2.186,6 m alt del terme comunal de Prats de Molló i la Presta, de la comarca del Vallespir, a la Catalunya del Nord.
És a prop de l'extrem nord-oest del terme comunal. És al sud de la Collada del Vent i de l'Eixalada Blanca, al nord-est dels Asmaris. És un dels corriols d'accés al Massís del Canigó des dels Hostalets.